# 1509 en arts plastiques
| Années des arts plastiques : 1506 - 1507 - 1508 - 1509 - 1510 - 1511 - 1512    |
| Décennies des arts plastiques : 1470 - 1480 - 1490 - 1500 - 1510 - 1520 - 1530 |

Cette page concerne l'année 1509 en arts plastiques.

## Œuvres

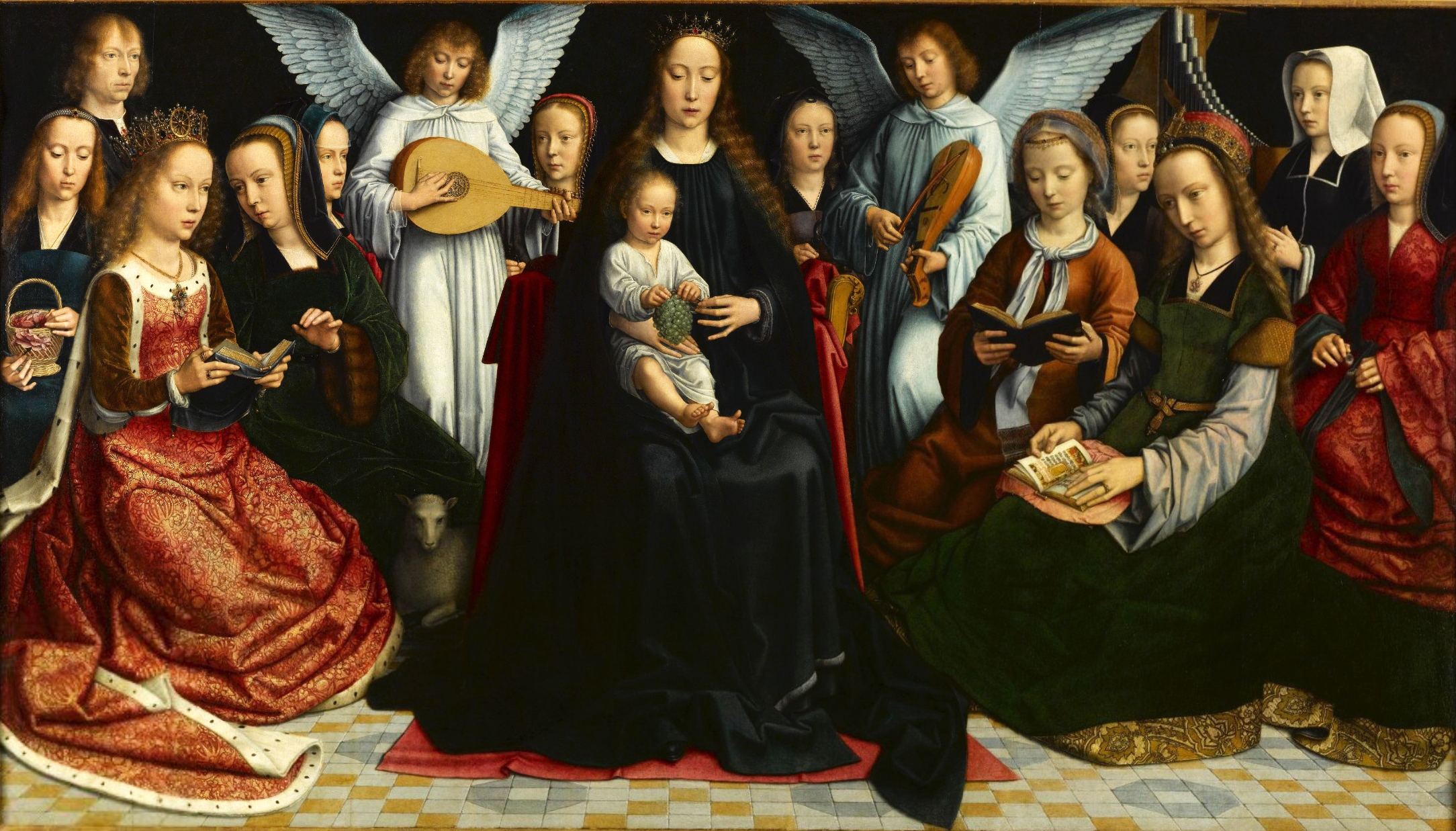
La Vierge entre les Vierges, toile de Gérard David.

## Naissances
- ? :
  - Matteo Balducci, peintre italien († 1554),
  - Daniele da Volterra, sculpteur et peintre maniériste italien de la Renaissance tardive († 4 avril 1566).

## Décès
- Albertus Pictor, peintre suédois (° vers 1440),
- Shen Zhou, peintre chinois (° 1427).